# St. Ulrich (Ainau)

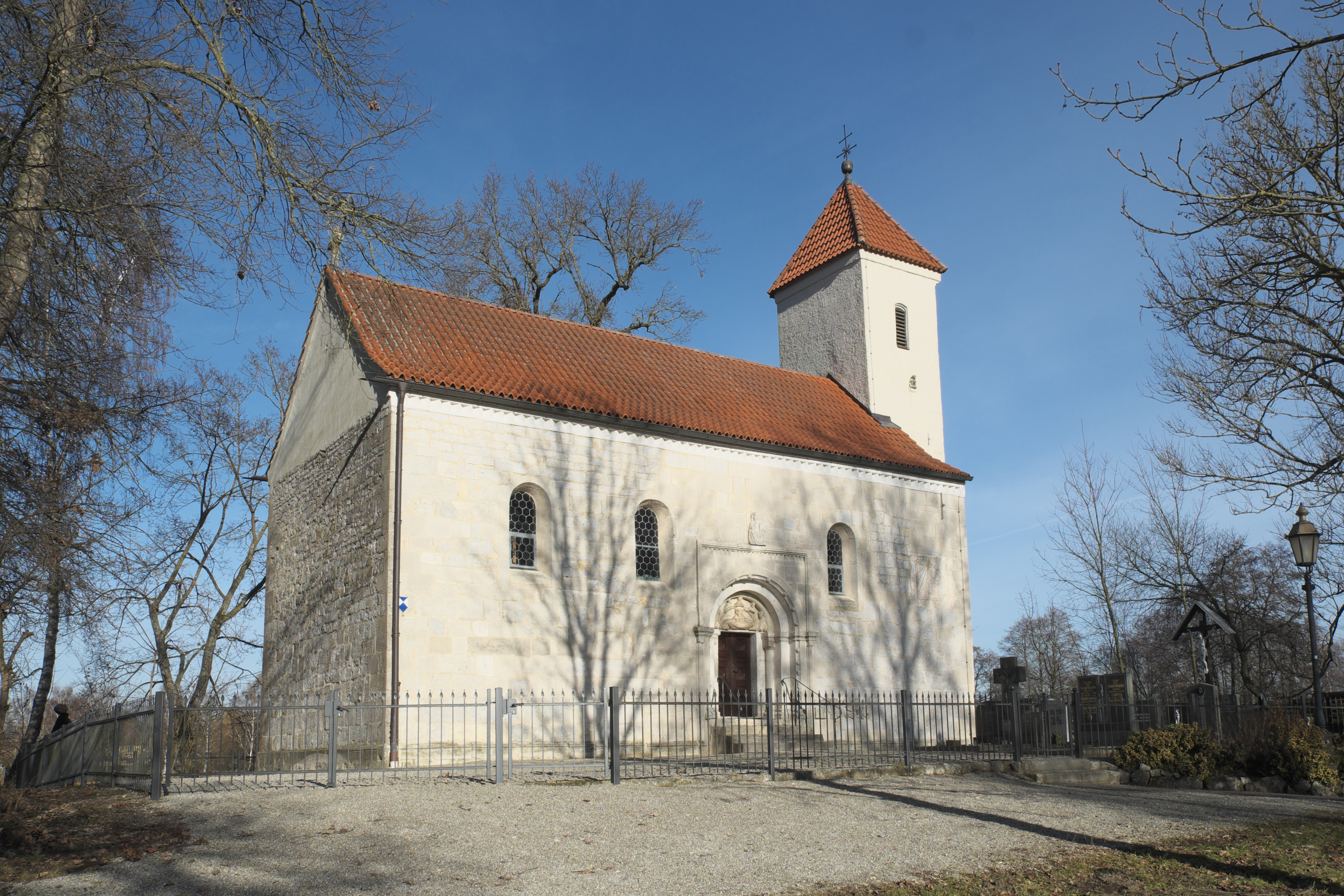
Pfarrkirche St. Ulrich

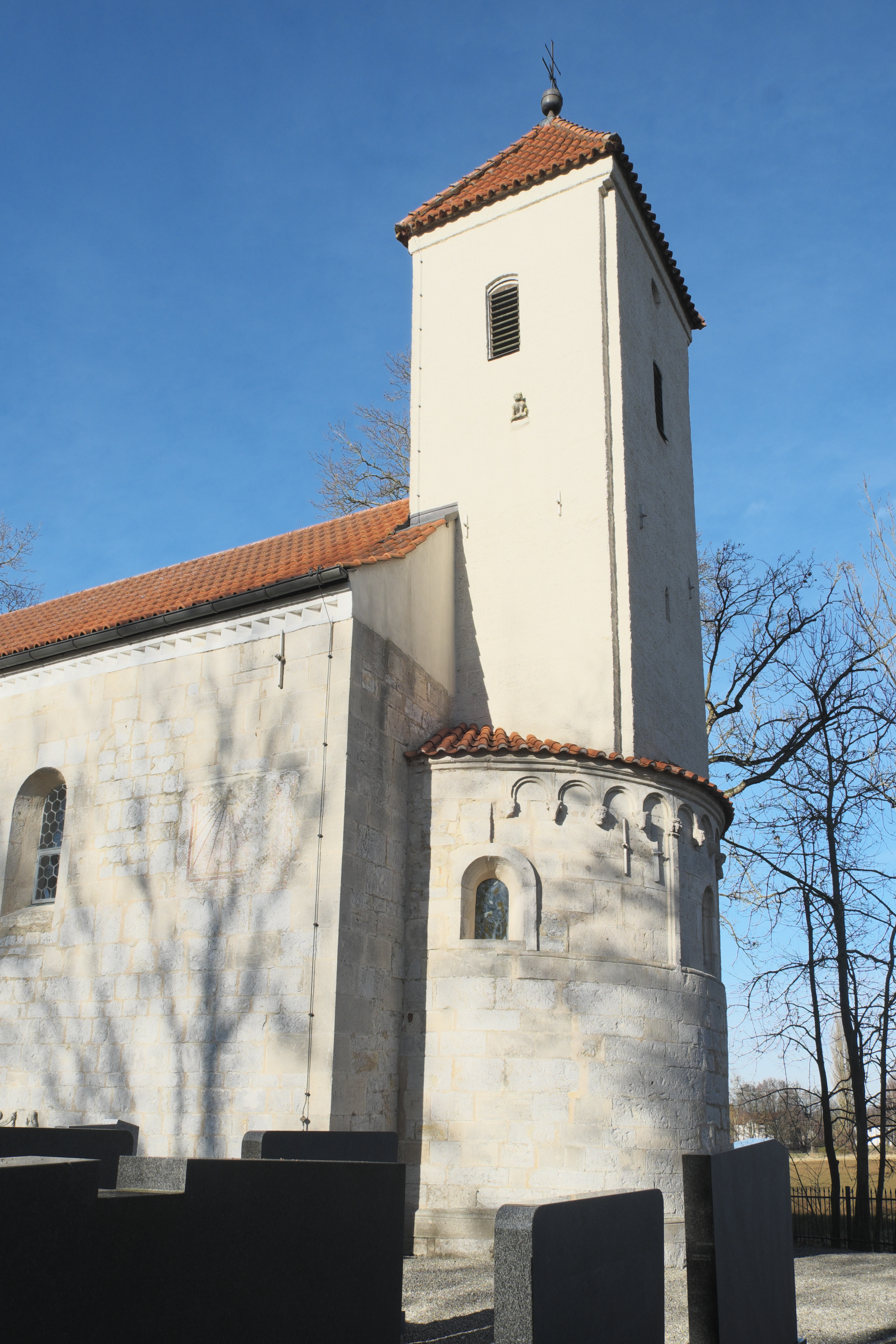
Glockenturm und Apsis

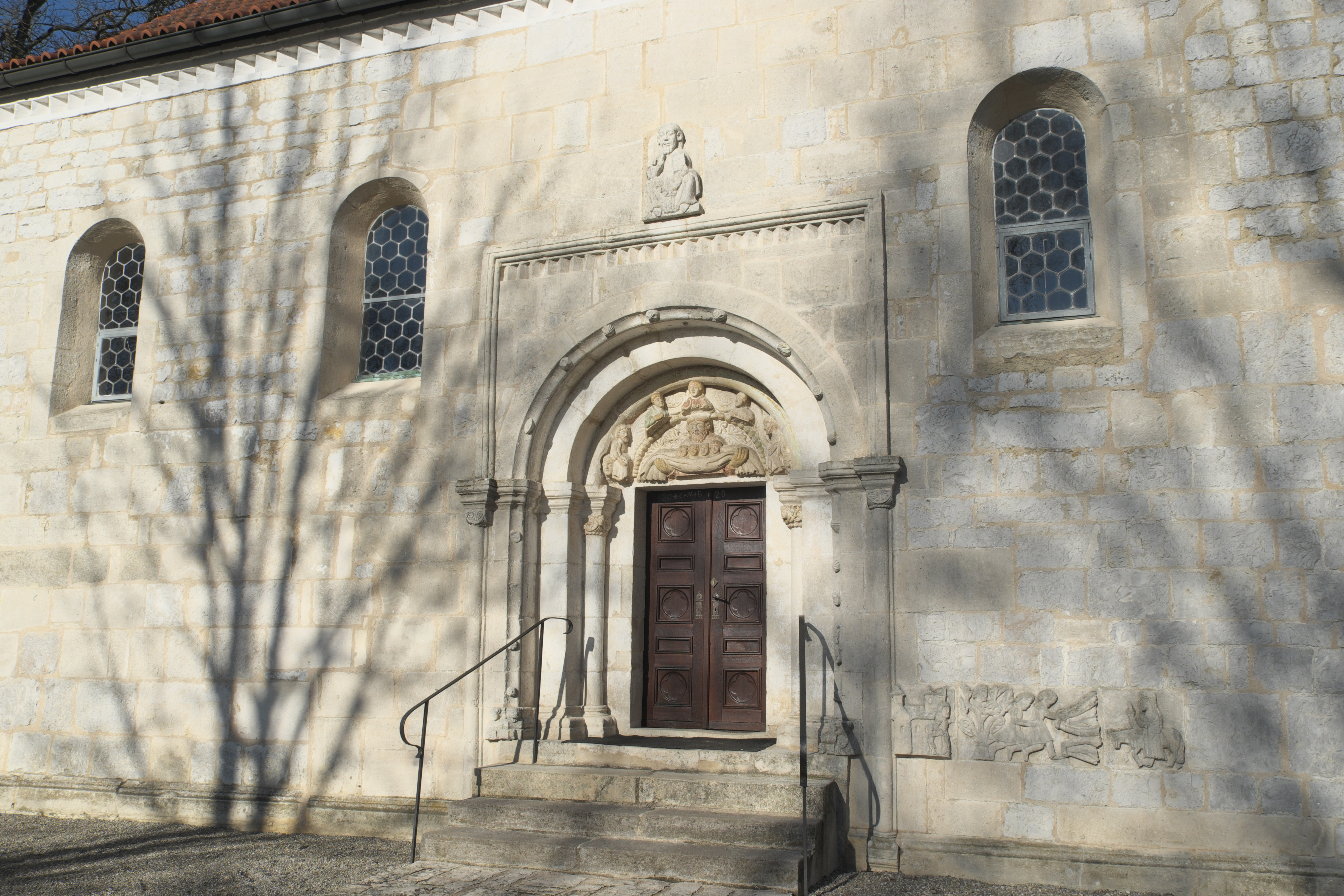
Südportal

Die römisch-katholische Pfarrkirche St. Ulrich in Ainau, einem Stadtteil von Geisenfeld im oberbayerischen Landkreis Pfaffenhofen an der Ilm, ist eine romanische Apsidenanlage aus dem 13. Jahrhundert. Der Kirchenpatron ist Ulrich von Augsburg, der als einer der drei Patrone des Bistums Augsburg verehrt wird. Das Gebäude, das einen reichen Skulpturenschmuck und ein aufwändig gestaltetes Portal aus der Bauzeit aufweist, gehört zu den geschützten Baudenkmälern in Bayern.

## Geschichte
Die auf einem künstlich angelegten Hügel etwas abseits gelegene Ulrichskirche wurde um 1220/30 vermutlich als Burgkapelle einer heute nicht mehr erhaltenen Wasserburg errichtet. Bei der ersten Umgestaltung im 15. Jahrhundert oder zu Anfang des 16. Jahrhunderts vergrößerte man die Fenster und erhöhte die Apsis, deren ursprüngliche Halbkuppel beim Einbau des gotischen Netzrippengewölbes durchbrochen wurde. Vermutlich besaß die Apsis ehemals ein von außen zugängliches profanes Obergeschoss. Auf die Apsis setzte man einen Turm, der zunächst mit einem Satteldach gedeckt war und erst im 19. Jahrhundert sein heutiges Pyramidendach erhielt. Der Aufbau des Turms führte später zu Rissen im Gemäuer, da das Gebäude in diesem Bereich kein ausreichend starkes Fundament besaß. Beim nächsten Umbau, der im Jahr 1702 erfolgte, verlegte man den Eingang an die Westfassade und mauerte das romanische Südportal zu. Als dritte Baumaßnahme legte man in den Jahren 1858 bis 1861 das Südportal wieder frei und verlängerte das ursprünglich 7,60 Meter lange und 5,90 Meter breite Langhaus um 5,30 Meter nach Westen.

## Sanierung
In den Jahren 2002 bis 2008 erfolgte eine grundlegende Sanierung der Kirche mit einer umfangreichen Innen- und Außenrenovierung. 2003/04 erhielt das Baudenkmal mit dem Verfahren der Hochdruckinjektion ein neues Fundament aus tief gründenden Betonsäulen. Der während der Sanierung hinzugerufene Archäologe Magnus Wintergerst fand Hinweise, dass der Bauplatz ursprünglich eine Motte gewesen sein könnte.

## Architektur
Der nur aus einem einschiffigen Langhaus und einer eingezogenen, halbrunden Apsis bestehende Bau ist in Gussmauerwerk errichtet und mit regelmäßigen Quadern aus Kelheimer Kalkstein verblendet.
Das Langhaus besitzt eine Holzfelderdecke, die Apsis wird von einem aus gotischer Zeit stammenden Netzrippengewölbe gedeckt.

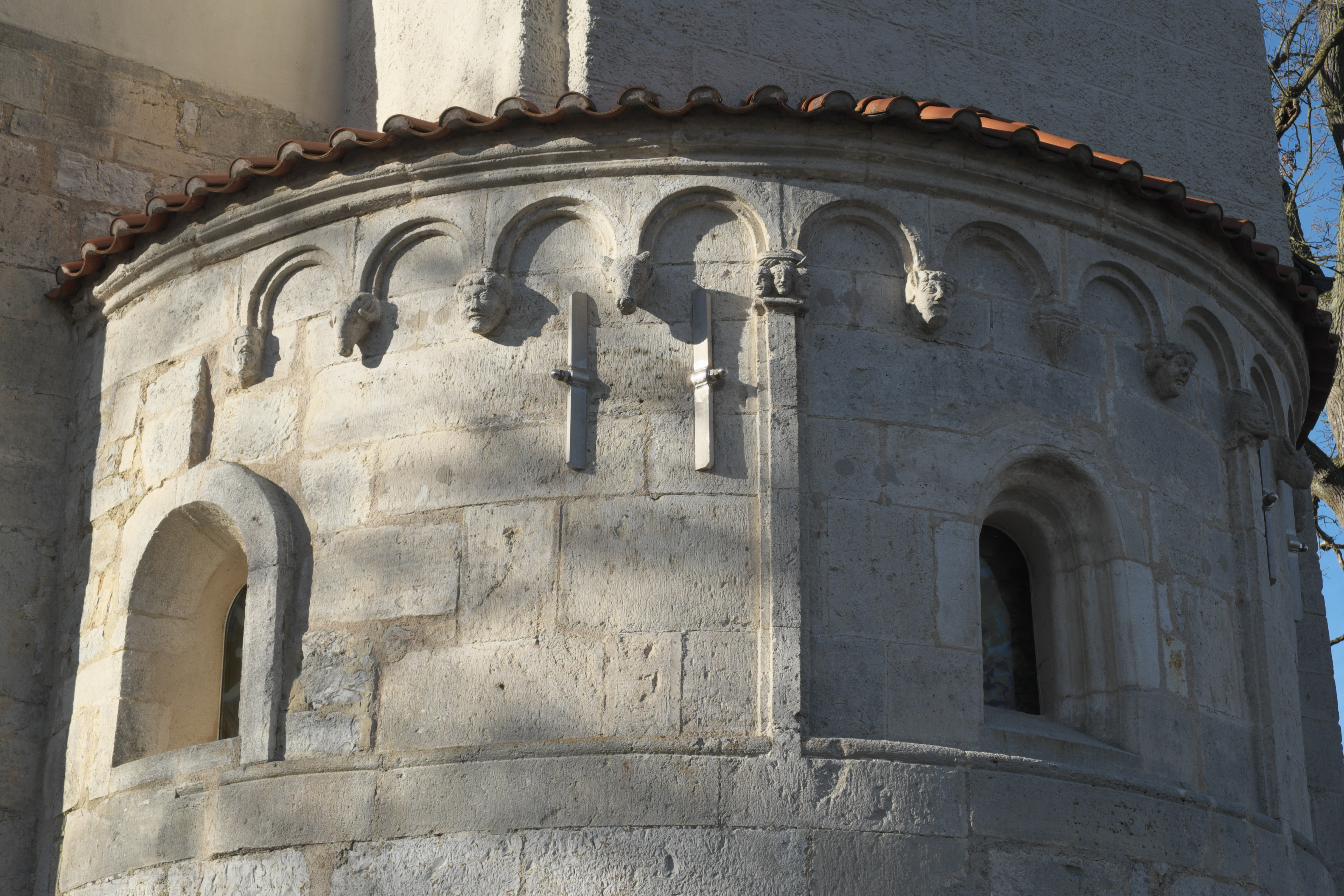
Apsis mit Blendbögen und Konsolen

### Apsis
In die Außenwand der Apsis sind drei, von Rundbogenfriesen gerahmte Blendfelder eingeschnitten. Die Bogenfriese ruhen auf figürlich gestalteten Konsolen, auf denen Tier- und Menschenköpfe dargestellt sind.

### Südportal
Das Südportal, zu dem vier Stufen führen, wird von einem rechteckigen Blendrahmen, den oben ein Zahnfries abschließt, eingefasst. Der Rechteckrahmen und die Archivolten des Rundbogens über dem Portal werden von profilierten Kämpferplatten aufgefangen, die auf eingestellten Säulen und Pfeilern aufliegen. Die Würfelkapitelle der Säulen sind mit Flechtwerk und kleinen menschlichen Köpfen verziert. Die äußere Archivolte und die äußere Portallaibung sind mit knospenartigen Gebilden und kleinen Köpfen besetzt. Die beiden Reliefs an den Basen stellen links eine männliche Figur und eine Tierfratze und rechts eine weibliche Figur dar.

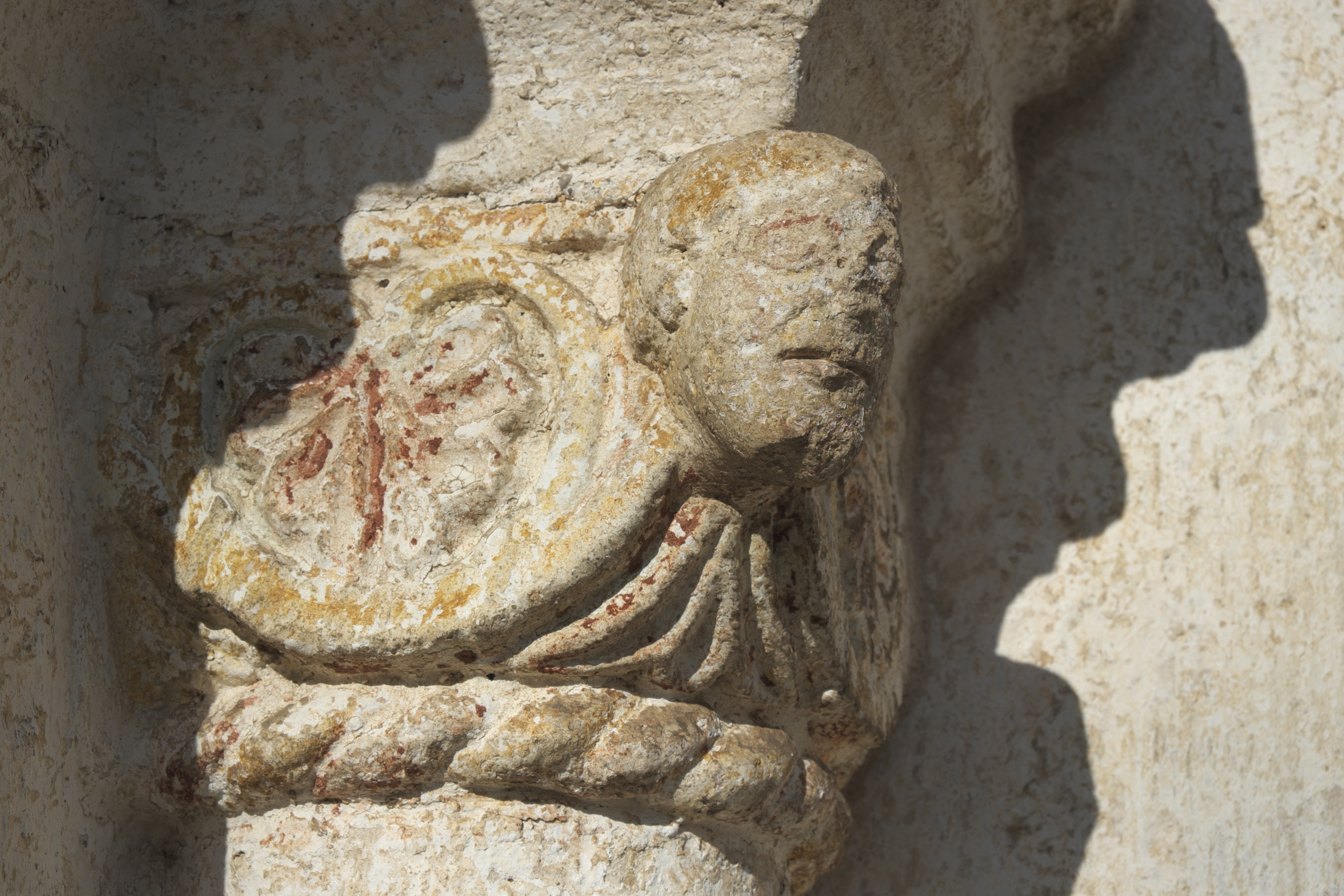
Kapitell
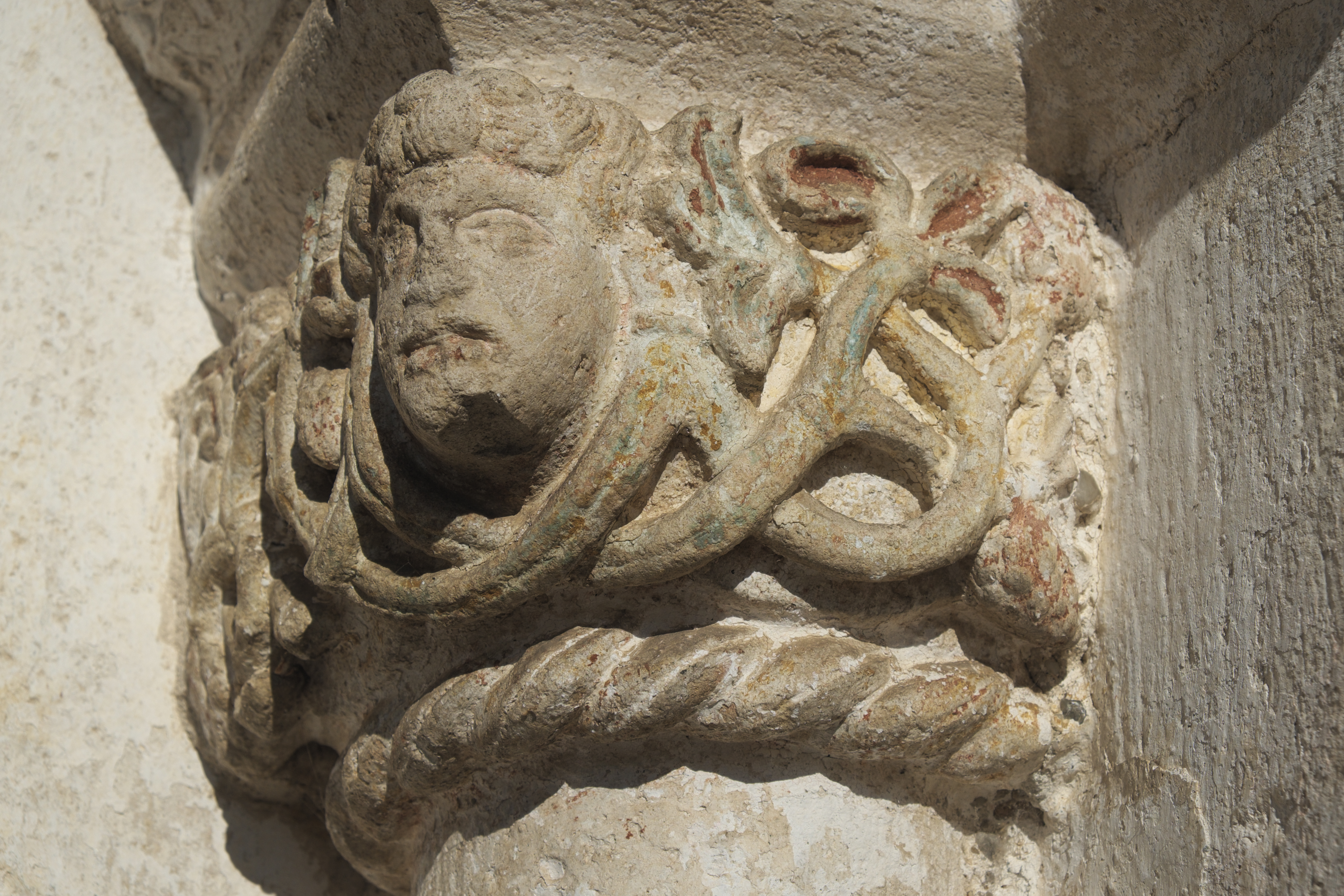
Kapitell
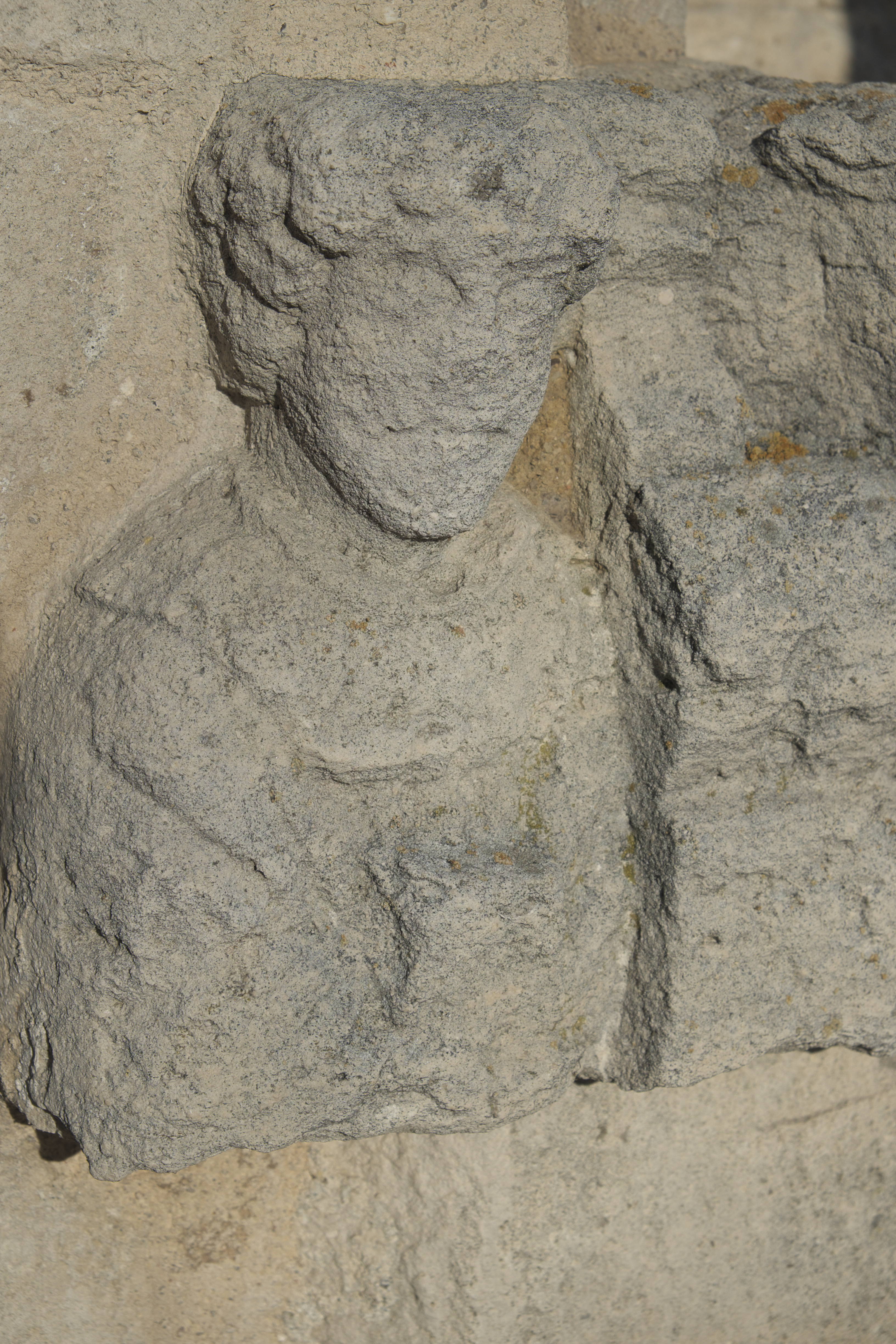
Relief am Sockel
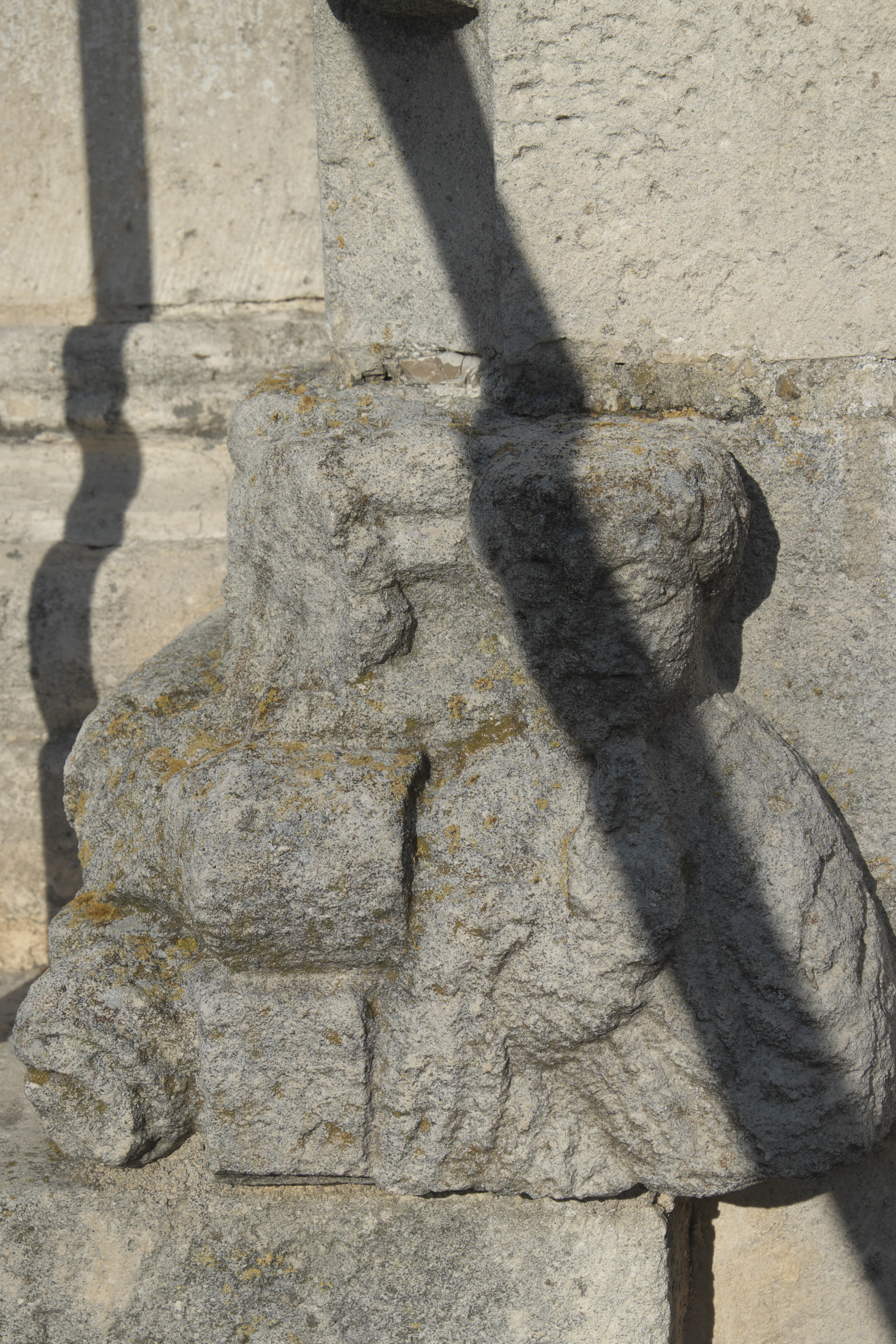
Relief am Sockel

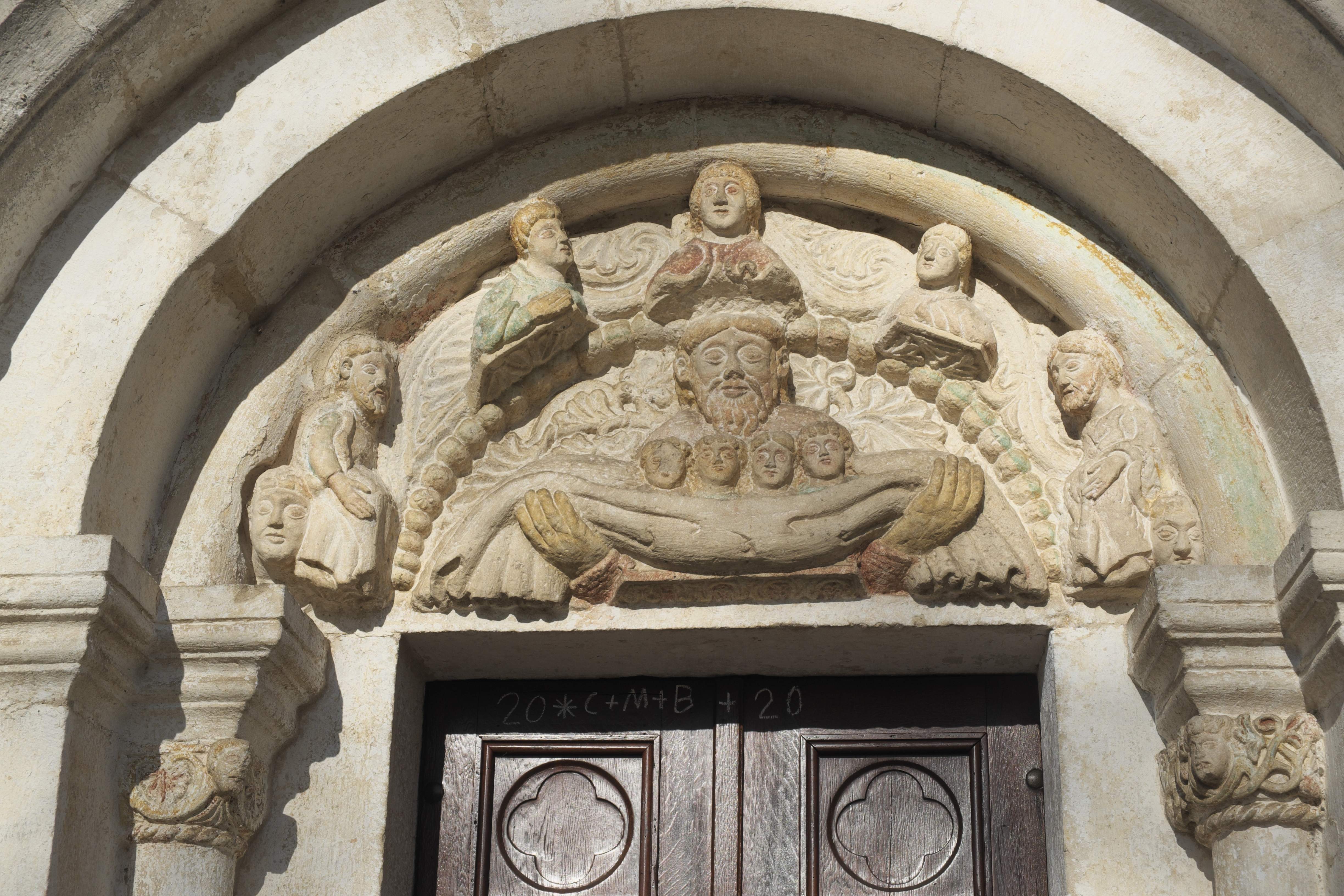
Tympanon

Auf dem tief eingeschnittenen Tympanon ist eine bärtige Figur zu sehen, die auf ihren Armen ein Tuch ausgebreitet hat, aus dem vier Köpfe ragen. Die Szene soll an das Gleichnis vom Reichen Mann und dem armen Lazarus aus dem Lukasevangelium (Lk 16,19–31 ) erinnern, in der der arme Lazarus nach seinen irdischen Qualen im Schoße Abrahams aufgenommen wird. Über Abraham sind drei Halbfiguren angeordnet, an denen noch Farbreste zu erkennen sind, rechts und links außen sieht man zwei sitzende, ebenfalls bärtige Personen, an den Ecken unten sind zwei Köpfe eingezwängt.

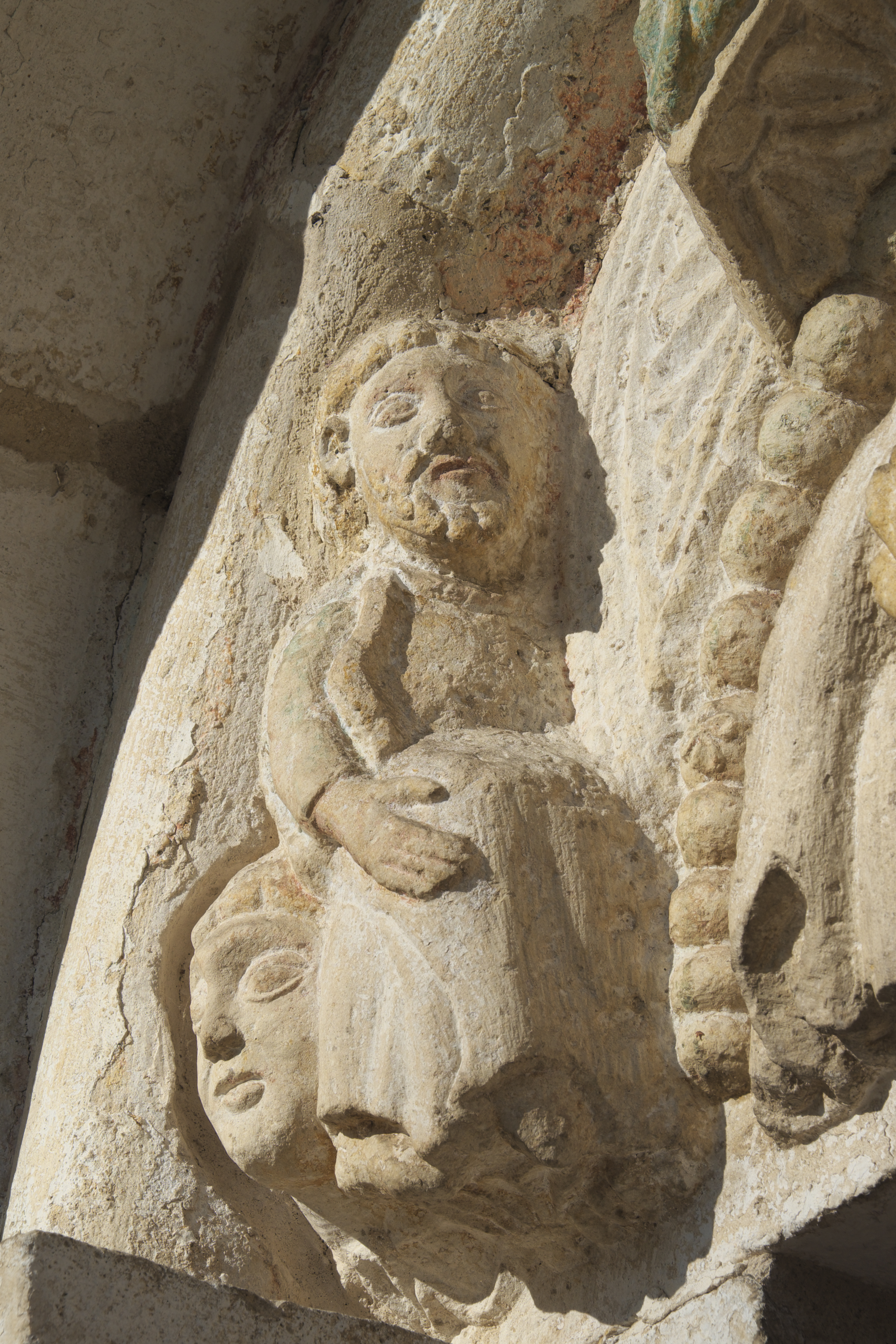
Linke Figur
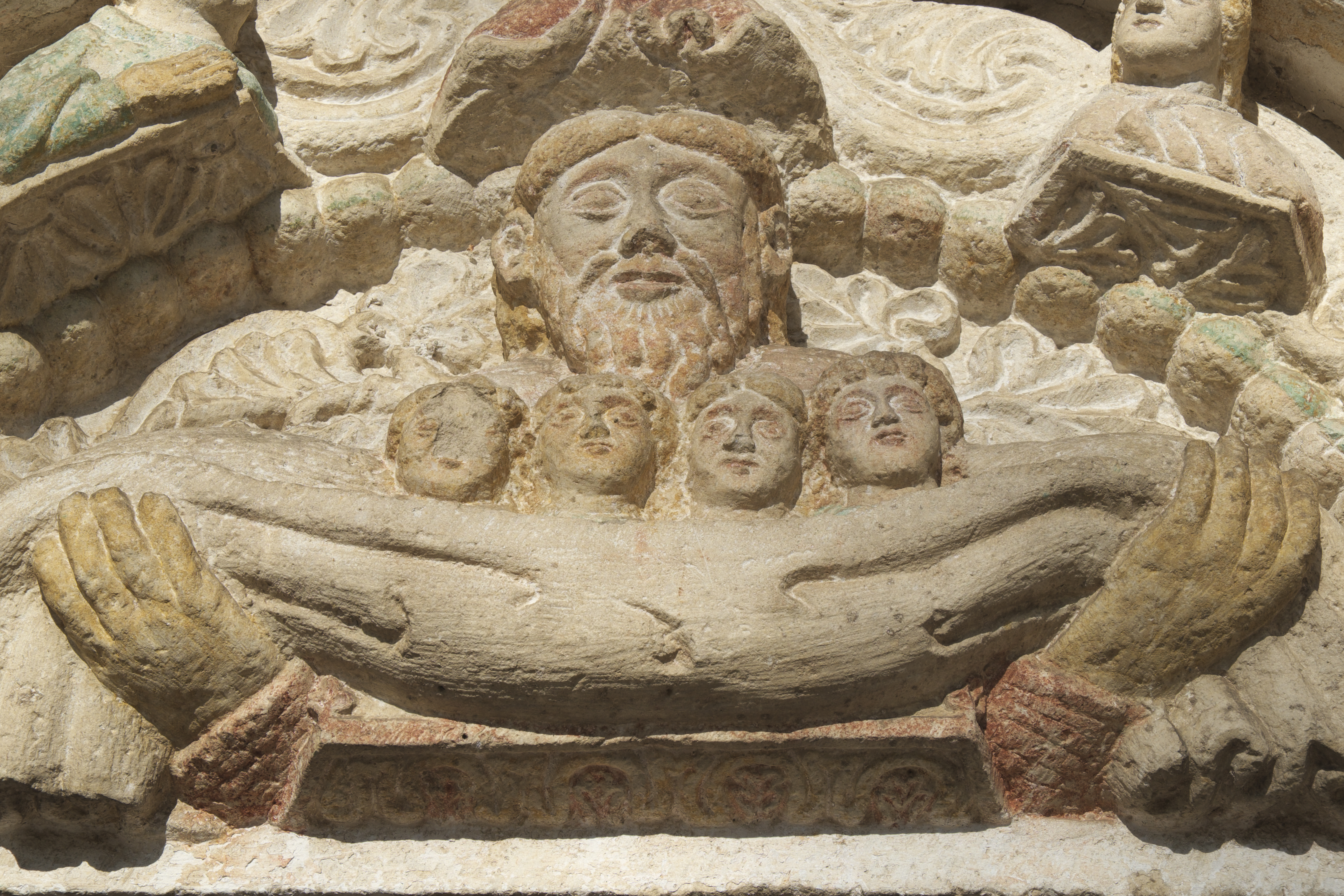
Abrahams Schoß
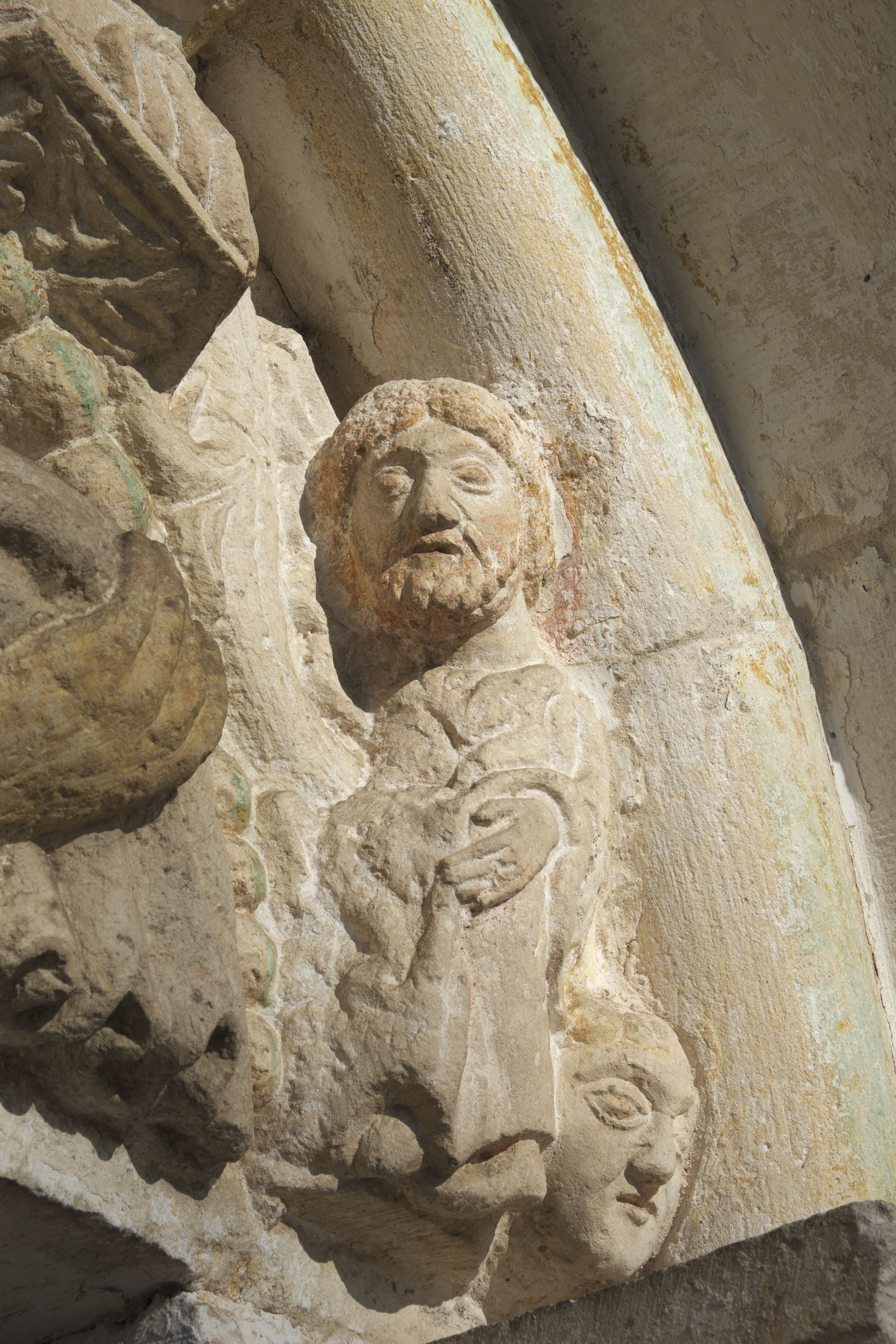
Rechte Figur

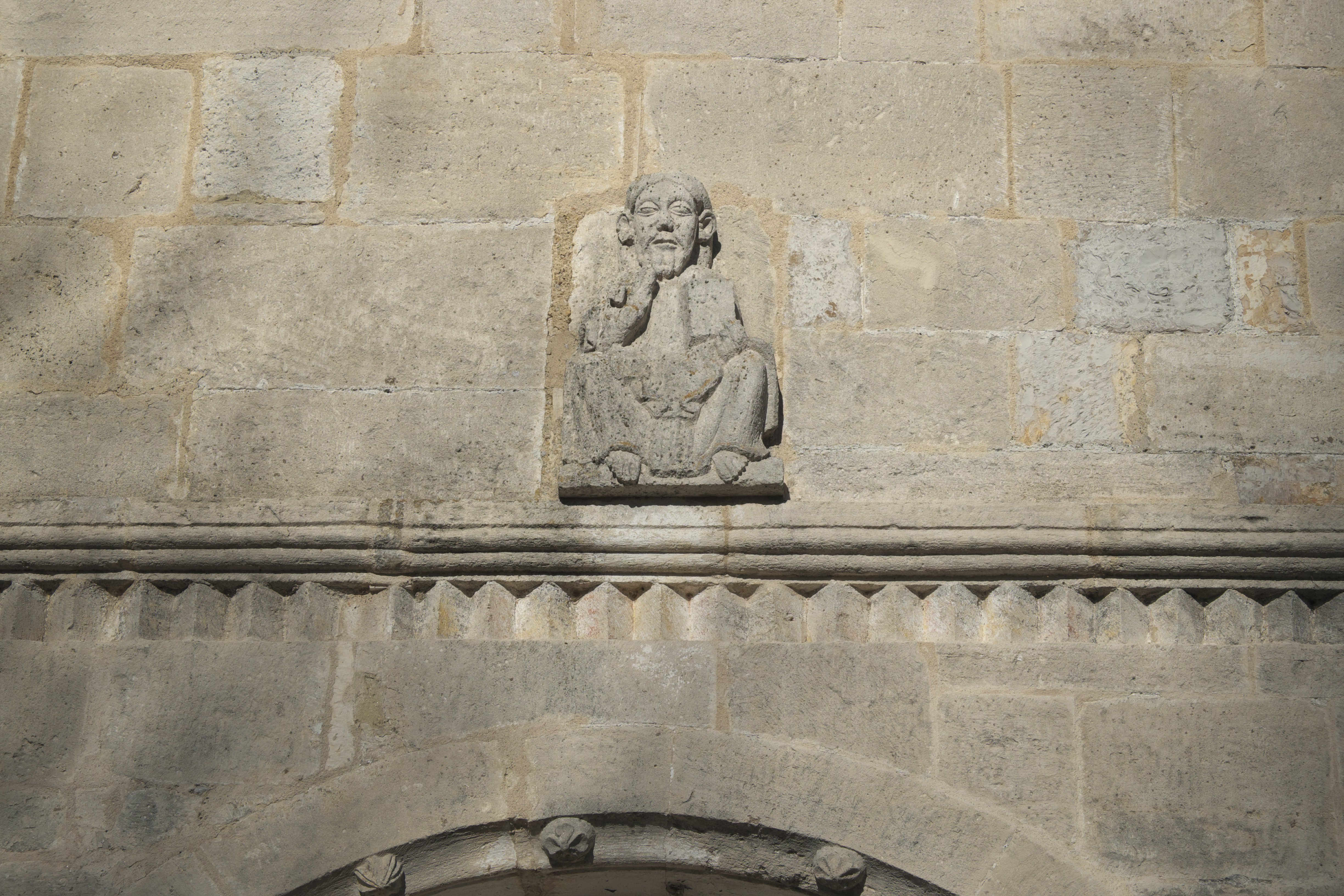
Majestas Domini

Das Relief über dem Portal weist die Darstellung einer Majestas Domini auf, Christus hat seine rechte Hand zum Segen erhoben und hält in seiner linken das Buch des Lebens.
Rechts neben dem Portal wird auf drei Quaderblöcken in Sockelhöhe der Einzug in Jerusalem dargestellt. Links steht eine Frau mit einem Kind vor den Türmen und Mauern der Stadt, in der linken Hand hält sie Palmzweige, rechts reitet Jesus, die Hand zum Segen erhoben, auf einer Eselin, in der Mitte verbeugen sich zwei Personen, eine weitere Person – vielleicht Zachäus – schaut von einem Baum aus auf die Szene.

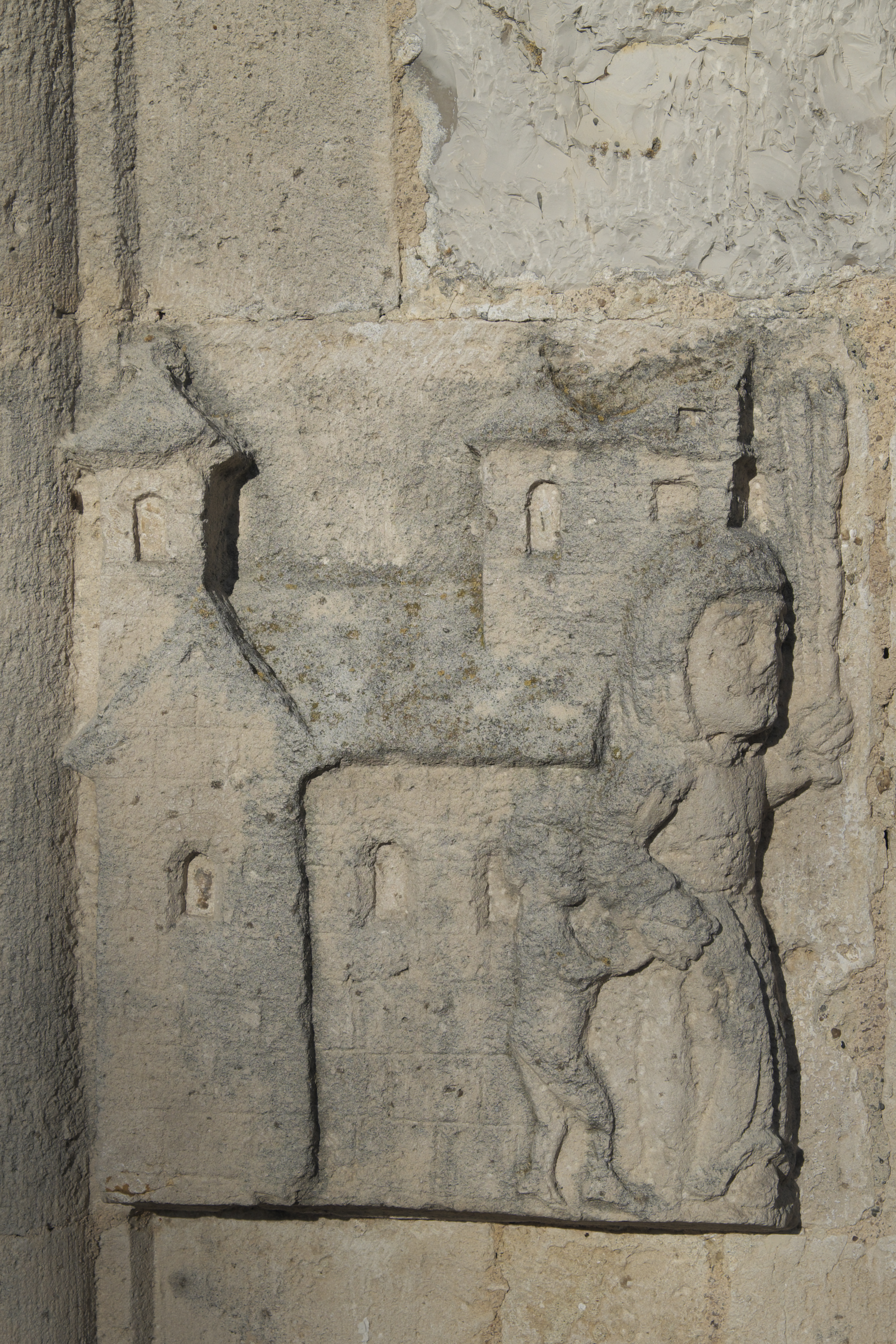
Frau mit Kind
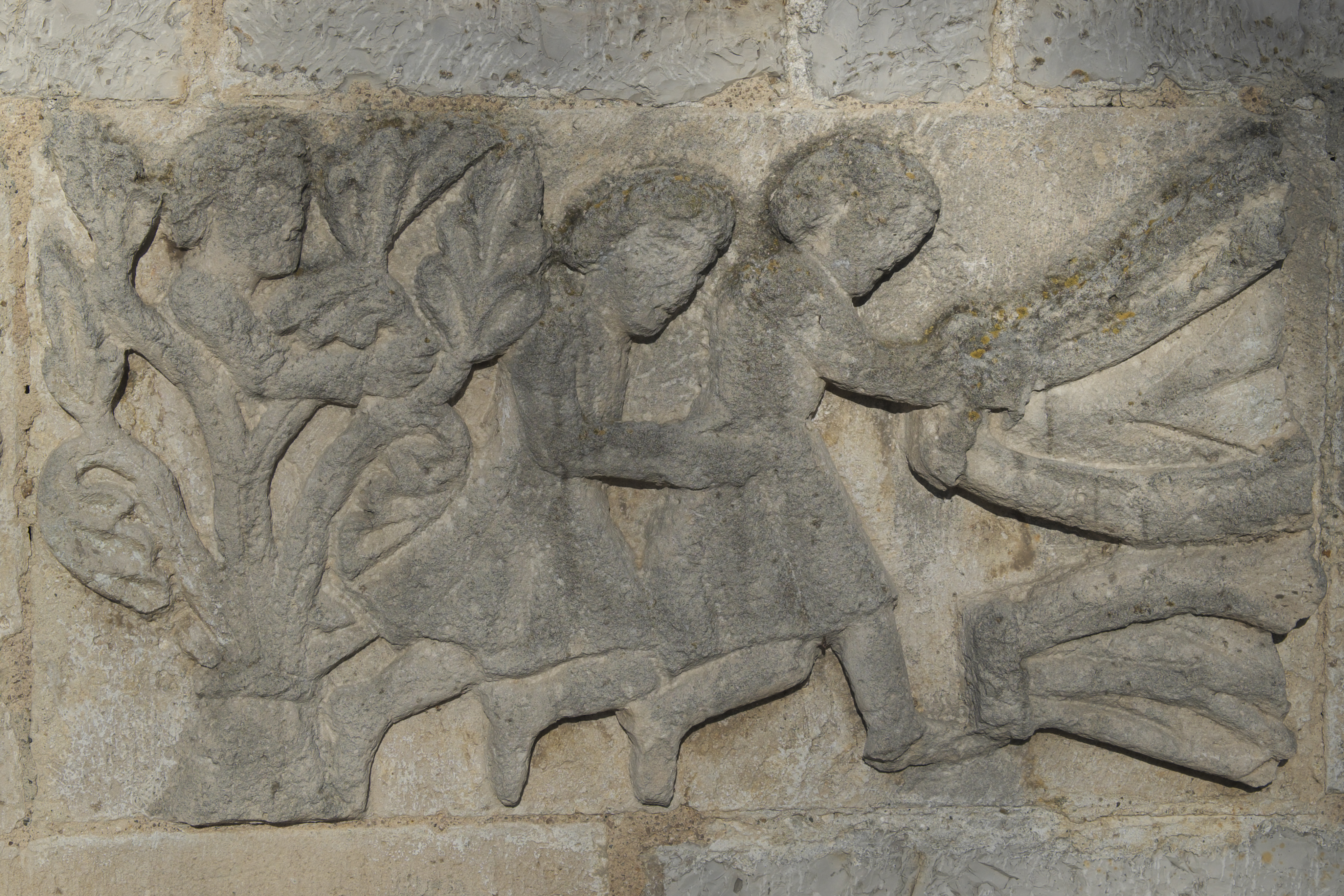
Zachäus und zwei weitere Personen
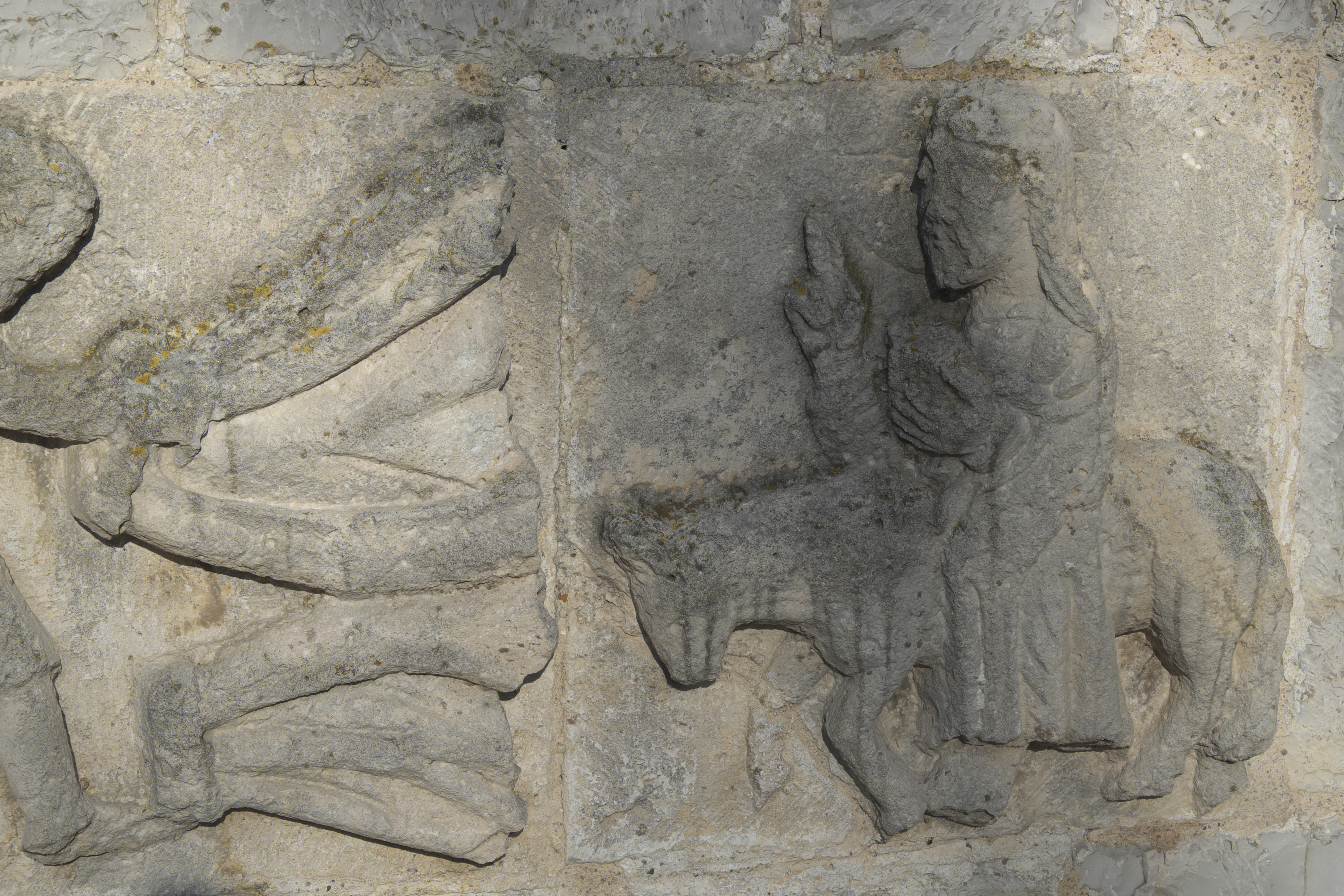
Jesus reitet auf einer Eselin